# 钙尔奇
钙尔奇（Caltrate） 是赫力昂旗下的钙片品牌。钙尔奇產品中的常見成分有碳酸鈣。
该品牌始於1970年代，最初由惠氏（後被辉瑞收購）和葛兰素史克持有，在日本则由久光製藥持有。1992年，钙尔奇進入中國市場。